# City (Londýn)
Londýnská City (anglicky City of London, doslovně česky Město Londýn) je malá ústřední část Velkého Londýna. Moderní londýnská konurbace vznikla rozšiřováním města ze City a blízkého Westminsteru, který byl sídlem královského dvora. V současnosti je City finančním centrem Londýna, i když musí soupeřit s Canary Wharf, které přebírá část jejího vlivu. Často se označuje pouze jako City nebo Square Mile (čtvereční míle), což vyjadřuje přibližně její rozlohu (2,6 km²). Ve středověku byla City synonymem pro Londýn, ale v současné době se jméno Londýn používá pro celé město obklopující City. City je součástí centra Londýna, ale s výjimkou finančního centra je většina funkcí správy hlavního města soustředěna do West Endu. Počet obyvatel trvale žijících v City je asi 8 000, ale denně sem dojíždí za prací asi 300 000 lidí.
Uvnitř City existují dvě nezávislé enklávy – Inner Temple a Middle Temple. Tyto dvě oblasti tvoří část hrabství City, ale nejsou řízeny jejím správním orgánem City of London Corporation. Tato instituce řídí City a vlastní různá volná prostranství (parky, lesy, louky) uvnitř i vně Londýna.

## Rozloha
City původně uzavíraly obranné hradby vybudované Římany na obranu strategického přístavu. Ale hranice City nejsou stanoveny původními hradbami, protože město rozšířilo svou pravomoc mimo ně; ve středověku se hranice ustálily a vliv City tak nikdy nedosahoval na celý Londýn.
Hradby již dávno zanikly, i když několik jejich částí je dosud viditelných nad zemí. Jedna část hradeb v blízkosti Muzea Londýna byla odhalena po ničivém náletu 29. prosince 1940. Jiné stopy původních hradeb jsou viditelné u St Alphage a poblíž Toweru.

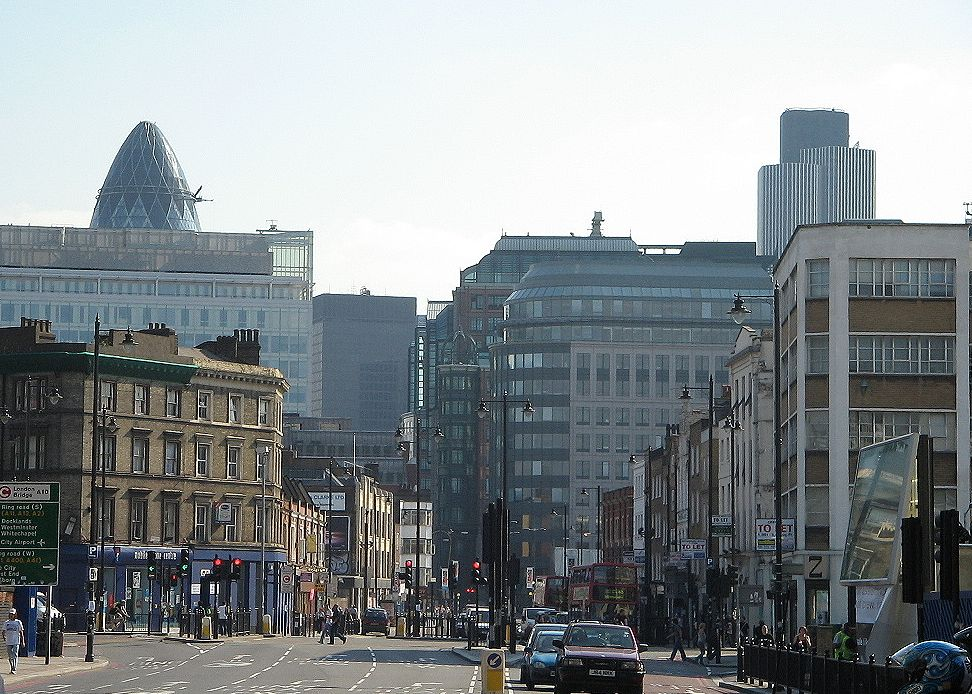
City - pohled z Norton Folgate.

City hraničí na západě s Westminsterem; hranice City tvoří: Victoria Embankment, západní část oblasti Middle Temple, Strand, Fleet Street, Chancery Lane (zde se City dotýká s Camdenem), Holborn, Charterhouse Lane, Farringdon Road (Islington), Aldersgate, Goswell Road, South Place (hranice s Hackney), Norton Folgate (hranice s Tower Hamlets), Bishopsgate, Middlesex Street až k Temži.
Mapa zobrazující současné vymezení území City
City je nejmenší anglické ceremoniální hrabství co do počtu obyvatel i rozlohy, a v obou ohledech druhé nejmenší britské město (city) po St David's ve Walesu.
V době, kdy měla City největší rozlohu, zahrnovala i oblasti, které již dnes nejsou její součástí, například Southwark. Pod její správu nyní patří celý most London Bridge a Blackfriars Bridge, ale jen polovina řeky pod nimi. City vlastní a spravuje některá veřejná prostranství, která leží mimo její hranice - Ashtead Common, Burnham Beeches, Epping Forest, Hampstead Heath (včetně Parliament Hill), Highgate Wood, Queen's Park, West Ham Park a West Wickham and Coulsdon Common.

## Dějiny
Hlavní článek Dějiny Londýna
Počátek oddělené správy City se datuje do roku 886, kdy král Alfréd Veliký jmenoval svého zetě Æthelreda správcem Londýna. Alfréd zajišťoval, aby zde bylo vhodné místo k ubytování pro obchodníky ze severozápadní Evropy a později i z oblasti Baltu a Itálie.
City si vytvořila vlastní systém pravidel pro kupce a prosadila si takovou autonomii, že britský antropolog sir Laurence Gomme (1853–1916) označoval City za samostatné království určující si vlastní zákony. Město bylo rozděleno na okrsky, každý z nichž řídil Alderman („staršina“), který jmenoval své zástupce. V 10. století král Æthelstan povolil v City zřízení 8 mincoven oproti 6 v jeho hlavním městě Winchesteru, což naznačuje bohatství Londýna.
Po bitvě u Hastingsu vyrazil Vilém I. Dobyvatel na Londýn. Dosáhl Southwarku, ale nebyl schopen překročit London Bridge nebo porazit Londýňany. Nakonec překročil Temži u Wallingfordu a plenil území, kterým procházel. Než aby pokračovali ve válce, Edgar Ætheling, Edwin z Mercie a Morcar z Northumbrie se vzdali u Berkhamsteadu. Vilém odměnil Londýn tím, že jeho obyvatelům v roce 1075 udělil chartu; City byla jednou z mála institucí, kde Anglosasům zůstal nějaký vliv. Přesto Vilém nechal postavit poblíž tři opevnění, aby si udržel Londýňany pod kontrolou: Tower, Baynard's Castle a Montfichet's Castle.
City dvakrát vyhořela do základů – poprvé v roce 1212 a pak znovu v roce 1666 při Velkém požáru Londýna.
Počet obyvatel City rychle klesal v 19. století a v průběhu větší části 20. století, kdy mnoho obytných domů padlo za oběť výstavbě kancelářských komplexů. Tento trend se nyní zastavil a správa City podporuje její obydlování, i když se neočekává, že by počet stálých obyvatel vystoupal příliš nad 10 000. Některé z nových bytů jsou v malých předválečných kancelářských budovách, které nejsou vhodné pro využití velkými firmami, jež tvoří hlavní zaměstnavatele v City. Většina stálých obyvatel bydlí v oblasti Barbican Estate.
| Rok  | Počet obyvatel |
| ---- | -------------- |
| 1700 | 208 000        |
| 1750 | 144 000        |
| 1801 | 128 129        |
| 1841 | 123 563        |
| 1881 | 50 569         |
| 1901 | 26 923         |
| 1991 | 5 385          |
| 2001 | 7 185          |

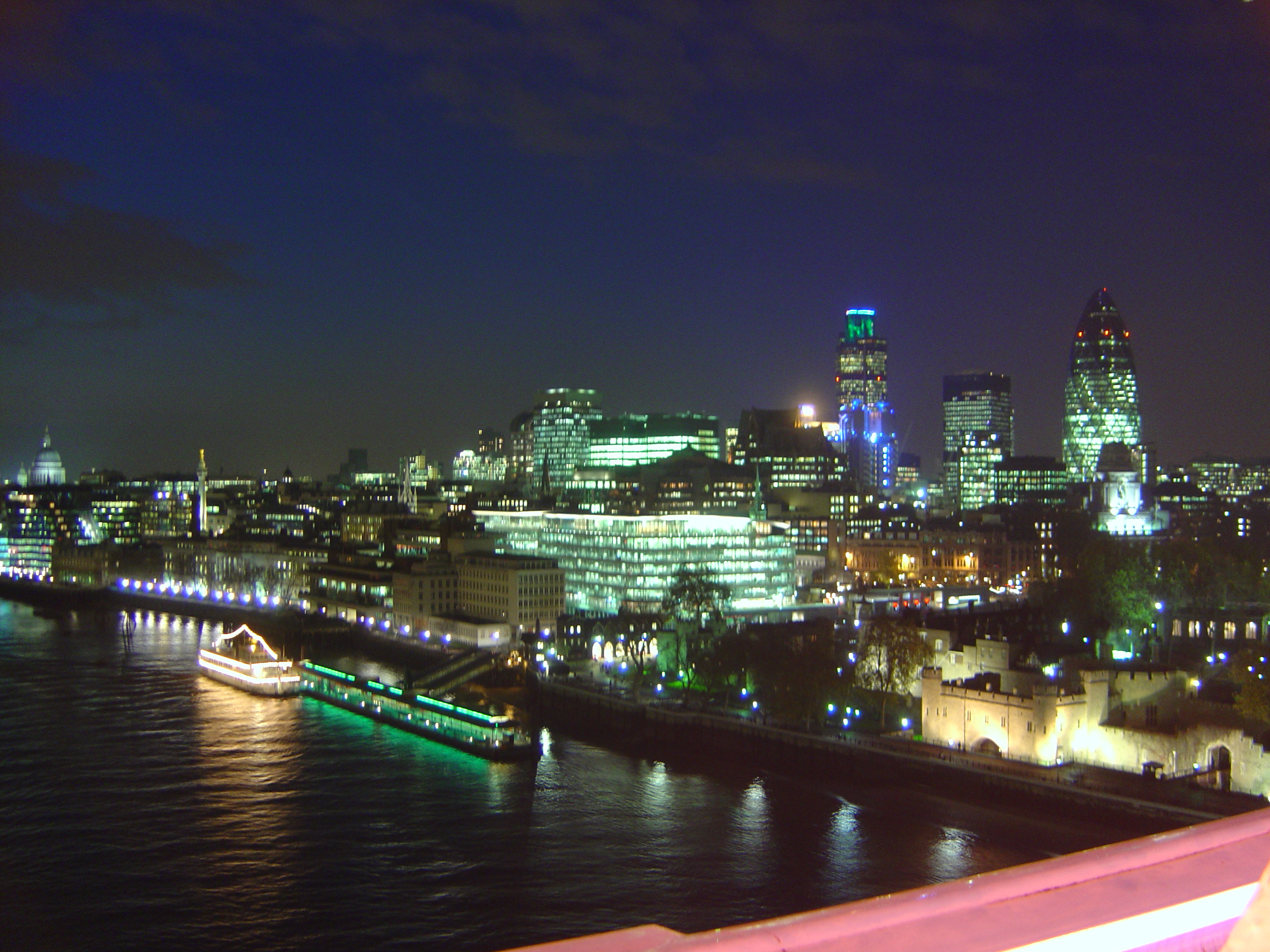
City v noci – pohled z Tower Bridge

Od 90. let se City i v dalších ohledech odklání od téměř výhradního kancelářského charakteru. Například bylo otevřeno několik hotelů a první obchodní dům. Přesto je velká část City o víkendu vylidněná.

## Místní samospráva

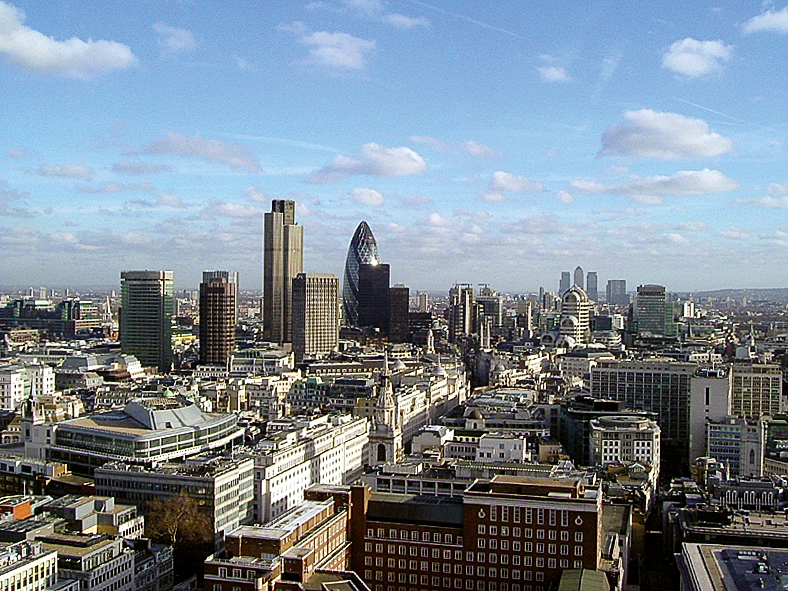
Východní část City – pohled z katedrály svatého Pavla. Na horizontu je vidět Canary Wharf.

City má unikátní politické postavení, vyplývající z kontinuální existence jako statutárního města od anglosaské doby a zvláštního vztahu ke dvoru. Je spravováno institucí City of London Corporation, v jejímž čele stojí starosta – Lord Mayor of London (nezaměňovat s Mayor of London - starostou Velkého Londýna, zavedeným v roce 2000). City má rovněž status ceremoniálního hrabství (ceremonial county), i když ve svém čele nemá hodnostáře Lord-Lieutenant, ale jeho funkci vykonává komise, jíž předsedá Lord Mayor.
V City je uplatňován unikátní volební systém, který neodpovídá současným představám o demokracii. Tento systém dovoluje volit obchodníkům a dělí City na volební okrsky v příkrém nepoměru k počtu voličů. Zákon City of London (Ward Elections) Bill, který tento systém pro volby do tehdejší Corporation of London reformuje, byl schválen Sněmovnou lordů v říjnu 2002.
Podle nového systému bude zvýšen počet obchodníků s volebním právem z 16 000 na dvojnásobek. Firmy, které dříve neměly volební právo, budou vyzvány k nominaci voličů, které musejí vybrat poměrným systémem. Zákon rovněž odstranil další anomálie, které se ve volebním systému postupně nashromáždily, neboť nebyl upravován od poloviny 19. století.
Tento volební řád je často vnímán jako nedemokratický, ale zavedení běžného systému by znamenalo, že osm tisíc stálých obyvatel City by muselo řídit rozvoj jednoho z největších finančních center světa. Návrhy připojit City k některé sousední městské části (nejspíše Westminsteru) nebyly nikdy brány vážně.

### Jiné oblasti působnosti City
City má vlastní policejní složku – City of London Police. Ve zbytku Velkého Londýna zajišťuje policejní službu London Metropolitan Police se sídlem v New Scotland Yardu.
City řídí tři nezávislé školy – City of London School (chlapecká), City of London School for Girls (dívčí) a City of London Freemen's School (koedukační).
City je také velkým patronem umění. Spravuje Barbican Centre a podporuje několik významných divadelních společností.

## Památky
- 30 St Mary Axe
- Barbican Arts Centre
- Barbican Estate
- Budova pojišťovny Lloyds
- City of London School for Girls
- Guildhall
- Inns of Court
  - Inner Temple
  - Middle Temple
- London Stone
- Londýnské hradby
- Památník Velkého požáru Londýna
- Muzeum Londýna
- Newgate Prison
- Pool of London
- Královský soudní dvůr
- Královská burza
- Smithfield
- St Bartholomew's Hospital
- Temple Bar
- Temple of Mithras
- The Old Bailey
- Tower

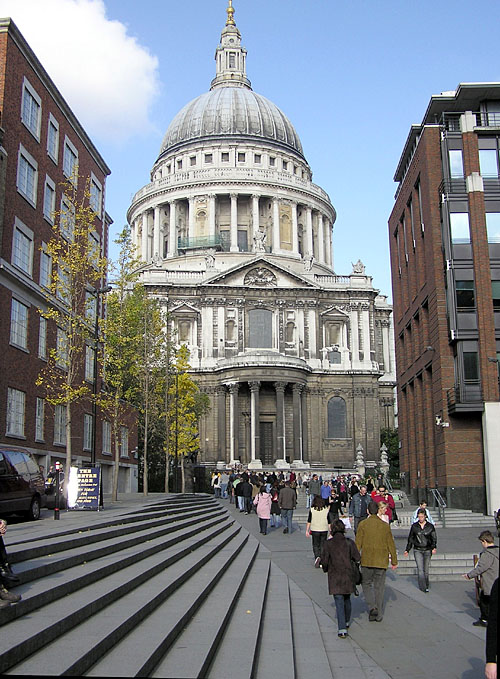
Katedrála svatého Pavla v City – pohled z pěší lávky Millennium Bridge

- Tower 42 (známá také jako NatWest Tower)

### Kostely

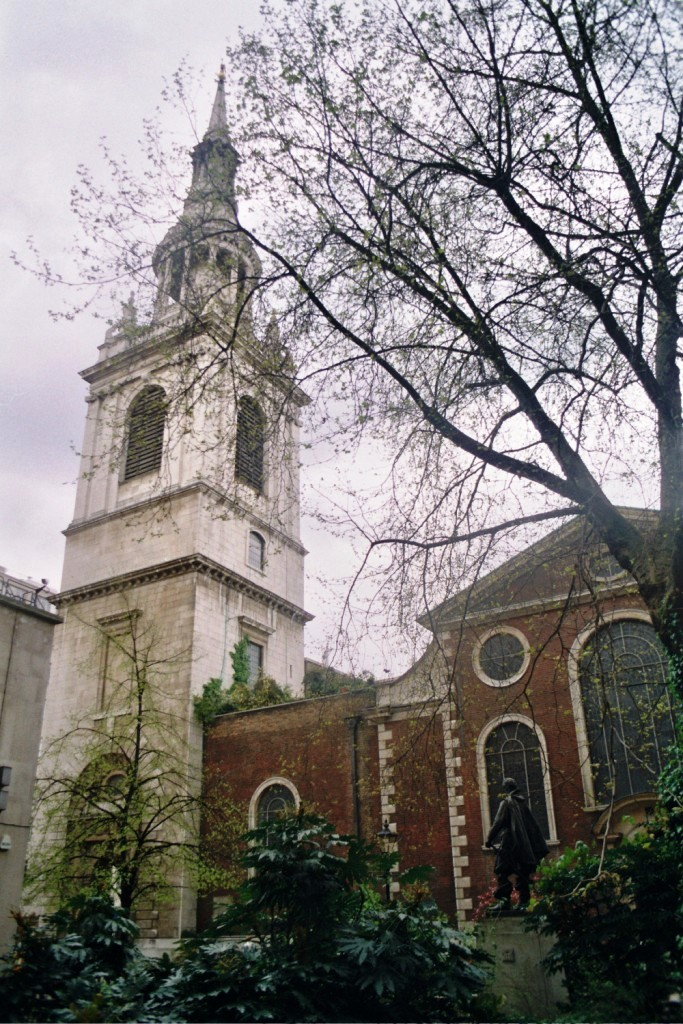
Kostel St Mary-le-Bow

- All Hallows-by-the-Tower
- Katedrála svatého Pavla
- St Andrew Holborn
- St Andrew-by-the-Wardrobe
- St Andrew Undershaft
- St Anne and St Agnes
- St Bartholomew-the-Great
- St Bartholomew-the-Less
- St Botolph's, Aldersgate
- St Botolph-without-Bishopsgate
- St Botolph's Aldgate
- St Bride's
- St Clement's, Eastcheap
- St Dunstan-in-the-West
- St Edmund, King and Martyr
- St Giles-without-Cripplegate
- St Helen's, Bishopsgate
- St James Garlickhythe
- St Katharine Cree
- St Lawrence Jewry
- St Magnus-the-Martyr
- St Margaret Lothbury
- St Margaret Pattens
- St Martin, Ludgate
- St Mary Abchurch
- St Mary Aldermary
- St Mary-le-Bow
- St Mary-at-Hill
- St Michael, Cornhill
- St Michael Paternoster Royal
- St Nicholas Cole Abbey
- St Olave Hart Street
- St Peter upon Cornhill
- St Sepulchre-without-Newgate
- St Stephen's, Walbrook
- St Vedast Foster Lane
- Synagoga Bevis Marks
- Temple kostel

## Mosty
- Blackfriars Bridge
- London Bridge
- Southwark Bridge
- Tower Bridge
- Millennium Bridge – lávka pro pěší otevřená v roce 2000

## Doprava

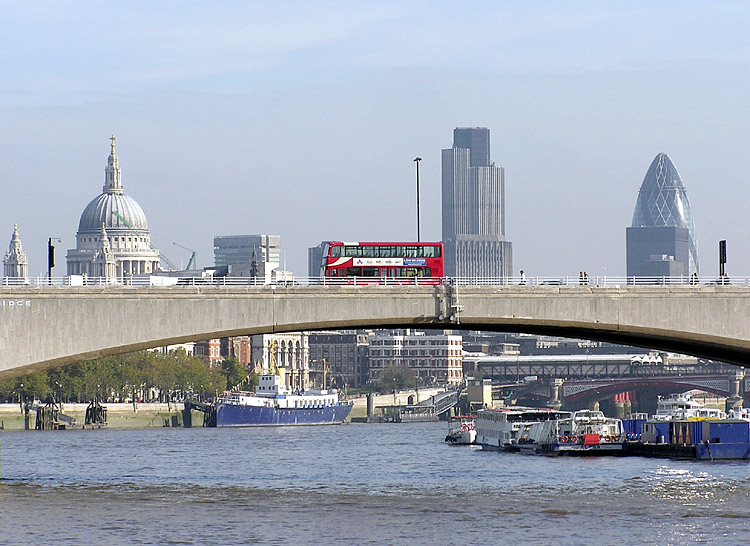
Tři vysoké budovy City – pohled přes Waterloo Bridge: Katedrála svatého Pavla, Tower 42 a The Swiss Re Tower

### Nádraží
- Blackfriars station
- Cannon Street station
- City Thameslink railway station
- Fenchurch Street railway station
- Liverpool Street station
- Moorgate station

### Trasy a zastávky metra a DLR
- Central Line
- Circle Line
- District Line
- Northern Line
- Waterloo & City Line

- Aldgate
- Bank-Monument
- Barbican
- Cannon Street
- Chancery Lane
- Farringdon
- Holborn
- Liverpool Street
- Mansion House
- St. Paul's
- Temple
- Tower Hill
- Tower Gateway DLR station (DLR)